# Косма, Елена-Луминица
Елена-Луминица Косма (рум. Elena-Luminiţa Cosma, урождённая Раду; род. 22 января 1972) — румынская шахматистка, гроссмейстер среди женщин (1994).

## Биография
Успешно участвовала в юниорских чемпионатах Европы и мира. В 1988 году заняла второе место на юниорском чемпионате мира среди девушек в возрастной группе U16. В 1989 году повторила этот успех в возрастной группе U18. В 1990 году победила на юниорском чемпионате мира среди девушек в возрастной группе U18. В 1992 году была второй на юниорском чемпионате мира среди девушек в возрастной группе U20. В 1995 году в Кишинёве приняла участие в межзональном турнире.
Многократная участница женских чемпионатов Румынии по шахматам, в которых завоевала 2 золотые (1992, 2010), 3 серебряные (1991, 1994, 2012) и 2 бронзовые (2000, 2014) медали.
Три раза побеждала на международном женском шахматном турнире в Бухаресте (1991, 1993, 1994). В 2006 году поделила первое место на международном женском шахматном турнире в Марселе.
Представляла Румынию на одиннадцати шахматных олимпиадах (1990—2000, 2008—2016), где в индивидуальном зачете завоевала серебряную медаль (1998), и на восьми командных чемпионатах Европы по шахматам (1992—2001, 2009—2015), где в командном зачете завоевала серебро (1997) и бронзу (1999), а в индивидуальном зачете две золотые (обе в 1999) медали. В 2013 году представляла Румынию на командном чемпионате мира по шахматам.